# مات باهر
مات باهر (بالإنجليزية: Matt Bahr)‏ هو لاعب كرة قدم أمريكية ولاعب كرة قدم أمريكي، ولد في 6 يوليو 1956 في فيلادلفيا في الولايات المتحدة. لعب مع بيتسبورغ ستيلرز وتلسا رافنكس وسان فرانسيسكو 49 وكلفلاند براونز ونيوإنغلاند بيتريوتس ونيويورك جاينتس.

## وصلات خارجية
- مات باهر على موقع مرجع كرة القدم المحترفة.كوم (الإنجليزية)
- مات باهر على موقع IMDb (الإنجليزية)